# Phyllodoce clava
Phyllodoce clava är en ringmaskart som beskrevs av Benjamin Carrington 1865. Phyllodoce clava ingår i släktet Phyllodoce och familjen Phyllodocidae. Inga underarter finns listade i Catalogue of Life.